# 鈴木誠也
鈴木 誠也（すずき せいや、1994年8月18日 - ）は、東京都荒川区出身のプロ野球選手（外野手、指名打者）。右投右打。MLBのシカゴ・カブス所属。
妻は元新体操選手でスポーツキャスターの畠山愛理。

## 経歴

### プロ入り前
小学2年生の時に荒川リトルで野球を始める。中学校時代には荒川シニアに所属していた。
二松学舍大学附属高校へ進学してからは、投手として1年時の秋からエースの座を確保。2年時には、4月下旬に右太ももの肉離れを発症。同年夏の東東京大会では、本調子から程遠い状態でありながら、チームの準決勝進出に貢献。関東一高との準決勝では、5回に満塁本塁打を打たれるなど不調でチームも0-7で8回コールド負けを喫した。3年夏の東東京大会では準々決勝で谷岡竜平擁する成立学園高校と対戦したが2回途中3失点で降板。8回に再び登板したものの4点を追加された末にチームも6-8で敗れた。なお、この大会では成立学園が優勝している。
高校在学中には、前述したように、春夏ともに甲子園へ出場できなかった。しかし、投手として、ストレートで最速148km/hを記録。打者としても対外試合で通算43本塁打を打ったほか、一塁手として対外試合に出場することもあった。
野手としてのプレー経験がある広島東洋カープの尾形佳紀スカウトが打力と走力を高く評価したことを受け、2012年10月25日に行われたドラフト会議では、広島から2位指名を受け、内野手として契約金6000万円、年俸600万円（金額は推定）という条件で入団し、投手から内野手へ転向。背番号は、自身にとって「小さい頃からの憧れ」であり、同姓でもあるイチローと同じ51。

### 広島時代
2013年は、春季キャンプの序盤にインフルエンザを発症したフレッド・ルイスに代わり、2月2日に一軍キャンプへ合流。1日限定の参加だったにもかかわらず、オリックス・ブルーウェーブ時代のイチローを指導していた一軍打撃コーチの新井宏昌や一軍監督の野村謙二郎から高い評価を受けた。公式戦の開幕後は、野手転向1年目ながら二軍のレギュラーに定着するとウエスタン・リーグの公式戦で打率.281を記録した。9月14日にプロ入り後初めての出場選手登録を果たすと、読売ジャイアンツとのカード初戦（MAZDA Zoom-Zoom スタジアム広島）で、7回裏に代打として一軍デビュー。広島の高卒新人野手で一軍昇格を果たしたのは、1999年の東出輝裕以来であった。9月16日の同カード第3戦では、4回裏に適時打を放ち、一軍初安打・初打点を記録した。最終的に、一軍公式戦への出場は11試合にとどまったが、かつて自身と同じく背番号51を着用していた前田智徳の引退試合（10月3日）には、「1番・右翼手」として先発出場した。
2014年は、7月17日のフレッシュオールスターゲーム（長崎ビッグNスタジアム）で、ウエスタン・リーグ選抜の「2番・遊撃手」として先発出場を果たした。一軍公式戦では、9月25日の対東京ヤクルトスワローズ戦（明治神宮野球場）に「1番・右翼手」として先発出場すると、1回表の第1打席に先頭打者として一軍初本塁打。その後の打席でも3安打を打ったことで、初めて猛打賞を達成した。一軍公式戦全体では、36試合の出場ながら、.344という高打率を記録。オフの11月に開催された第1回21U野球ワールドカップの日本代表に選出された。同大会では日本のクリーンナップとして打率.423で大会の首位打者を獲得するとともに、外野手として大会のベストナインに選ばれた。
2015年は、公式戦の開幕前にポジション登録を内野手から外野手へ変更。3月27日に行われたヤクルトとの開幕戦（マツダスタジアム）では、「1番・右翼手」として先発出場。5月9日の対阪神タイガース戦（阪神甲子園球場）では9回一死満塁の打席で島本浩也から自身初の満塁本塁打を放った。最終的に、一軍公式戦通算で97試合に出場し、打率.275、本塁打5、打点25、出塁率.335、OPS.746という成績を残した。一軍では内野の守備へ一切就かず、レギュラーポジションの確保や規定打席の到達までには至らなかったが、得点圏打率.358を記録。9月中旬の公式戦では、3試合連続で適時打を放った。
2016年は、春季キャンプ終盤の練習試合中に右足ハムストリングの筋挫傷を発症影響で、一軍復帰は公式戦開幕直後の4月5日にまで持ち越された。4月26日の対ヤクルト戦（神宮）で「6番・右翼手」として先発出場すると、2回表に一軍でのシーズン1号本塁打を記録。5番打者のブラッド・エルドレッド、7番打者・堂林翔太も鈴木の前後に本塁打を打ったことから一軍公式戦におけるチーム11年ぶりの3者連続本塁打を達成。さらに鈴木は7回表に満塁本塁打を放った。

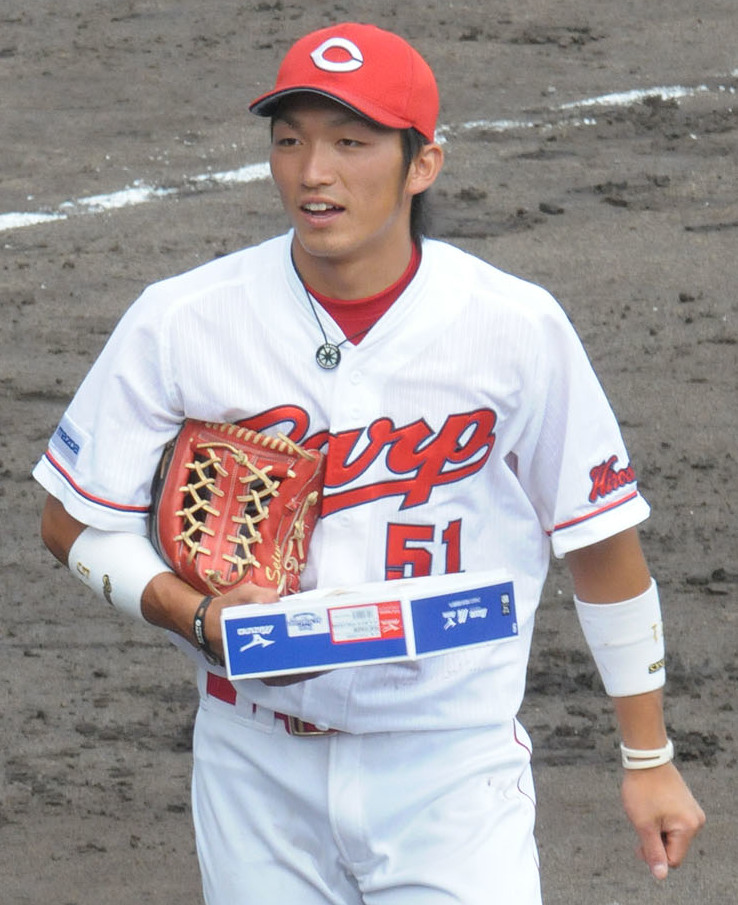
2013年7月18日、こまちスタジアムにて

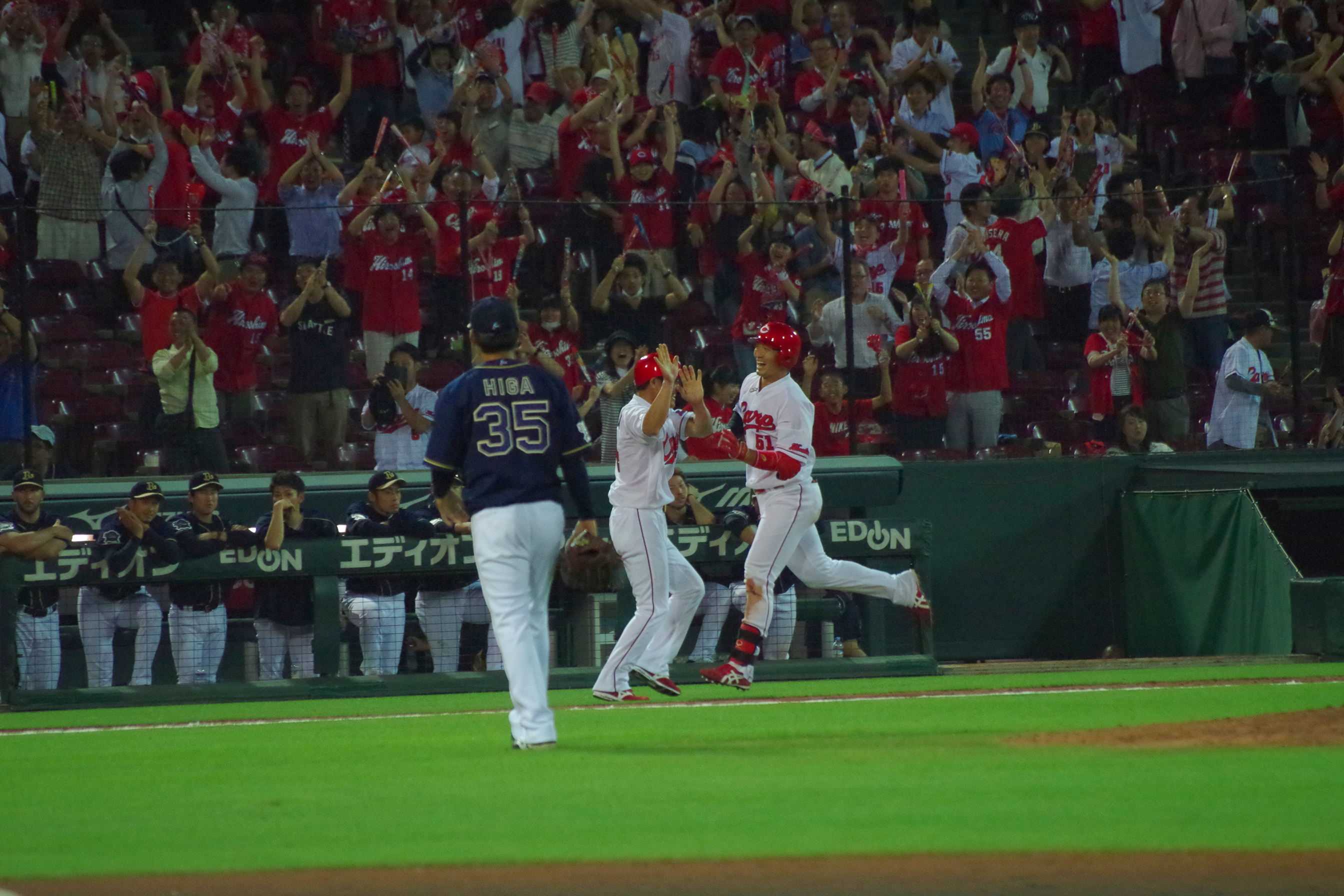
2016年6月17日 オリックス戦にてサヨナラ本塁打を打った後、ダイヤモンドを一周する鈴木誠也

セ・パ交流戦期間中のオリックス・バファローズとの3連戦（マツダ）では、第1戦（6月17日）と第2戦（同18日）でサヨナラ本塁打を放った。NPBの一軍公式戦における同一打者の2試合連続サヨナラ本塁打は史上10人目、21歳での達成は史上最年少で、広島では長嶋清幸（1984年）以来2人目の快挙だった。続く第3戦（同19日）でも決勝本塁打を放ち3試合連続の決勝本塁打を記録した。これは広島の選手では1996年の江藤智以来の事例であった。また、交流戦期間中には、セントラル・リーグの規定打席到達選手で最高の打率（.344）を記録。レギュラー右翼手としてチームのセ・リーグ最高順位（3位）到達にも貢献したことから、大谷翔平（北海道日本ハムファイターズ）と並び、優秀選手（日本生命賞）に選ばれた。
セ・リーグの監督推薦選手として初めて出場したオールスターゲームでは、途中から出場した7月15日の第1戦（福岡ヤフオク!ドーム）で内野へのポテンヒットながら初打席初安打を記録。「8番・右翼手」として先発出場した7月16日の第2戦（横浜スタジアム）では、2安打1打点という活躍で敢闘選手賞を受賞した。レギュラーシーズンでは、主に6番打者として5月以降は3割以上の打率を維持。一軍公式戦20試合に出場した8月には、打率.359、7本塁打という好成績を残すとともに、終盤からは5番打者に定着した。9月10日の対巨人戦（東京ドーム）では、4回表の第2打席から2打席連続本塁打を打って、広島の逆転勝利と25年ぶりのセ・リーグ優勝決定に貢献した。レギュラーシーズン全体では、一軍公式戦129試合に出場するとともに、プロ入り後初めてリーグの最終規定打席に到達。セ・リーグ2位の打率.335、チームトップの29本塁打を記録したほか、95打点、16盗塁、長打率.612の成績を残した。横浜DeNAベイスターズとのクライマックスシリーズ　ファイナルステージでも、マツダスタジアムでの全4試合に「5番・右翼手」として先発出場したが、通算打率.083（12打数1安打）、1打点、1盗塁死と振るわなかった。日本ハムとの日本シリーズでは、第2戦（10月23日・マツダ）の2回裏に、一死一・三塁という局面から三塁走者として本盗を成功させた。打者・石原慶幸による空振り三振の間に一塁走者・安部友裕と重盗を仕掛けたことによるもので、日本シリーズにおける本盗の成功は、1969年の土井正三（巨人）以来47年ぶり5度目であった（いずれも一塁走者との重盗）。日本シリーズの終了後には、ゴールデングラブ賞とベストナイン（いずれもセ・リーグ外野手部門）を初受賞した。オフの10月18日に「侍ジャパン 野球オランダ代表 野球メキシコ代表 強化試合」の日本代表に選出された。11月13日の最終戦（対オランダ戦）延長10回表には、タイブレークからの決勝満塁本塁打でチームを勝利に導いた。12月14日に4400万円増となる推定年俸6000万円で契約を更改。同月20日に第4回ワールド・ベースボール・クラシック(WBC)の日本代表に選出された。
2017年はシーズン開幕前の3月に選出されていた第4回WBCに参加。チームが敗退した準決勝までの5試合に出場したが打率は.214（14打数3安打）で、本塁打も打点も記録できなかった。シーズンでは4月11日の対巨人戦（東京ドーム）でプロ初の4番打者として先発出場し、同25日の対巨人戦（東京ドーム）からは後述の離脱まで全試合4番打者を務めた。セ・パ交流戦期間中の6月14日の対オリックス戦（マツダ）では、延長12回に2年連続のサヨナラ本塁打を打った。さらにオールスターゲームのファン投票では、同部門の得票数1位で2年連続の出場に至った。しかし、8月22日の対DeNA戦（横浜）で戸柱恭孝の打球をジャンピングキャッチした際にフェンスに激突し、右足脛骨内果骨折と三角靱帯損傷で全治3か月の重傷を負い、8月29日に骨接合術と靱帯修復術を受けた。シーズン中の復帰は叶わなかったものの、離脱した時点で規定打席には到達しており、打率.300、26本塁打、90打点、リーグトップのOPS.936という成績で、2年連続のベストナインとゴールデングラブ賞を受賞した。オフの11月29日に3000万円増となる推定年俸9000万円で契約を更改した。
2018年は、中日ドラゴンズとの開幕戦（3月30日・マツダ）で、自身初の開幕4番として219日ぶりに公式戦に復帰した。4月に下半身の張りで一時戦列を離れたが、同月26日の対阪神戦（マツダ）で2点を追う3回一死満塁の打席で小野泰己からシーズン初本塁打となる逆転満塁本塁打、6月24日の対阪神戦（甲子園）で9回一死満塁の打席でラファエル・ドリスからシーズン2本目の満塁本塁打を放った。同年はセ・リーグ外野手部門のファン投票で選出され、3年連続の出場となったオールスターゲームでは7月13日の第1戦で菊池雄星から初本塁打を打った。8月は23日の対ヤクルト戦（マツダ）で8-8の同点で迎えた9回一死無走者の打席で石山泰稚からサヨナラ本塁打を放つなど、月間打率.414、12本塁打を記録。9月20日には自身初の30本塁打の大台に到達。10月3日の対阪神戦（マツダ）では3-3の同点で迎えた延長11回一死一塁の打席でサヨナラ適時二塁打を放つなど4番打者としてチームを引っ張り、球団史上初のリーグ3連覇に大きく貢献した。巨人とのクライマックスシリーズファイナルステージでは第1戦でシリーズ初本塁打を放った。福岡ソフトバンクホークスとの日本シリーズではチームは1勝4敗1分で敗れたものの、第3戦（10月30日・福岡ヤフオク!ドーム）で安部友裕とともに自身のシリーズ初本塁打を含む2本塁打を記録。1試合で同一チームの2選手が2本塁打を打つのは日本シリーズ史上初の快挙だった。第4戦（10月31日・福岡ヤフオク!ドーム）でも本塁打を打ちシリーズ球団タイ記録の3本塁打、打率.455の活躍で敢闘賞を受賞した。オフには3年連続のベストナインを受賞。11月19日には球団広報から、2019年シーズンより背番号が前田智徳が現役を引退した2014年以降空き番号となっていた1に変更されることが発表された。12月24日に7000万円増となる推定年俸1億6000万円で契約を更改した。
2019年は、5月15日の対ヤクルト戦（マツダ）で7-7の同点で迎えた延長10回一死一塁の打席で中尾輝からこの試合2本目の本塁打となるサヨナラ2点本塁打を放った。同年はオールスターゲームにファン投票でセントラル・リーグ最多投票となる485,526票を獲得し4年連続で選出され、7月13日に行われたホームランダービーで優勝するとその後の試合（第2戦）でも二木康太から2年連続となる本塁打を打った。シーズン後半戦に入ると、7月21日の対巨人戦（マツダ）で1-1の同点で迎えた延長10回一死満塁の打席でスコット・マシソンからシーズン2度目のサヨナラ打となるサヨナラ適時打を放った。シーズンでは前年に引き続き4番に座っていたが、3番打者のサビエル・バティスタがドーピング違反で離脱してからは3番を任された。自己最多の140試合に出場し、本塁打こそ前年を下回ったものの自身初のタイトルとなる首位打者と最高出塁率を獲得。オフの10月1日に第2回WBSCプレミア12の日本代表に選出された。同大会では全試合4番で先発出場し、日本代表の4番としては史上初となる3試合連続本塁打を記録など打率.444、3本塁打、13打点、9得点は大会1位という大活躍で優勝に大きく貢献し、大会MVPと大会ベストナインを獲得した。また、4年連続のベストナインと2年ぶりのゴールデングラブ賞を受賞した。12月18日には1億2000万円増の2億8000万円で契約を更改した。
2020年は、新型コロナウイルスの感染拡大により、開幕日がずれ込んだこともあり、調整に苦しんだが打率.300、25本塁打、75打点を記録。5年連続で打率3割以上と25本塁打以上を記録したのは王貞治、落合博満、小笠原道大に続く史上4人目の快挙だった。同年6月20日の対DeNA戦（横浜）では6回無死無走者の打席でマイケル・ピープルズからシーズン初本塁打、8回二死満塁の打席で平田真吾から満塁本塁打を放った。オフには5年連続のベストナインと2年連続4回目のゴールデングラブ賞を受賞し、3000万円増の推定年俸3億1000万円で契約を更改した。
2021年は、前半戦に新型コロナウイルス感染とコロナワクチン副反応で2度の離脱を経験した。6月16日に東京オリンピックの野球日本代表に選出された。2年ぶりの開催となったオールスターゲームには4回連続ファン投票での選出となる5回連続出場を果たした。オリンピックでは全5試合に「4番・右翼手」として先発出場し、チームは金メダルを獲得した。個人としては、打率.167（18打数3安打）、1本塁打、1打点と低調な成績に終わった。後半戦は7・8月度の自身初の月間MVPを受賞すると、9月は9日の対中日戦（マツダ）で記録したランスと新井貴浩に並ぶ球団記録の6試合連続本塁打を含めた13本塁打を放つなどの活躍で2か月連続の月間MVPを受賞した。2か月連続の受賞は球団では2011年の栗原健太以来であった。10月7日の対中日戦（バンテリンドーム ナゴヤ）では5回一死満塁の打席で大野雄大から満塁本塁打を放った。シーズンを通し、打撃面では自身2度目の首位打者（打率.317）と最高出塁率（.433）のタイトルを獲得。本塁打38本（リーグ2位）、長打率.639、OPS1.072（いずれもリーグ1位）は自己最高の数字で、両リーグ最多得票で6年連続のベストナインを受賞した。守備面でも外野手では両リーグ最多の13補殺を記録し、セ・リーグ最多得票での3年連続5回目のゴールデングラブ賞を受賞した。

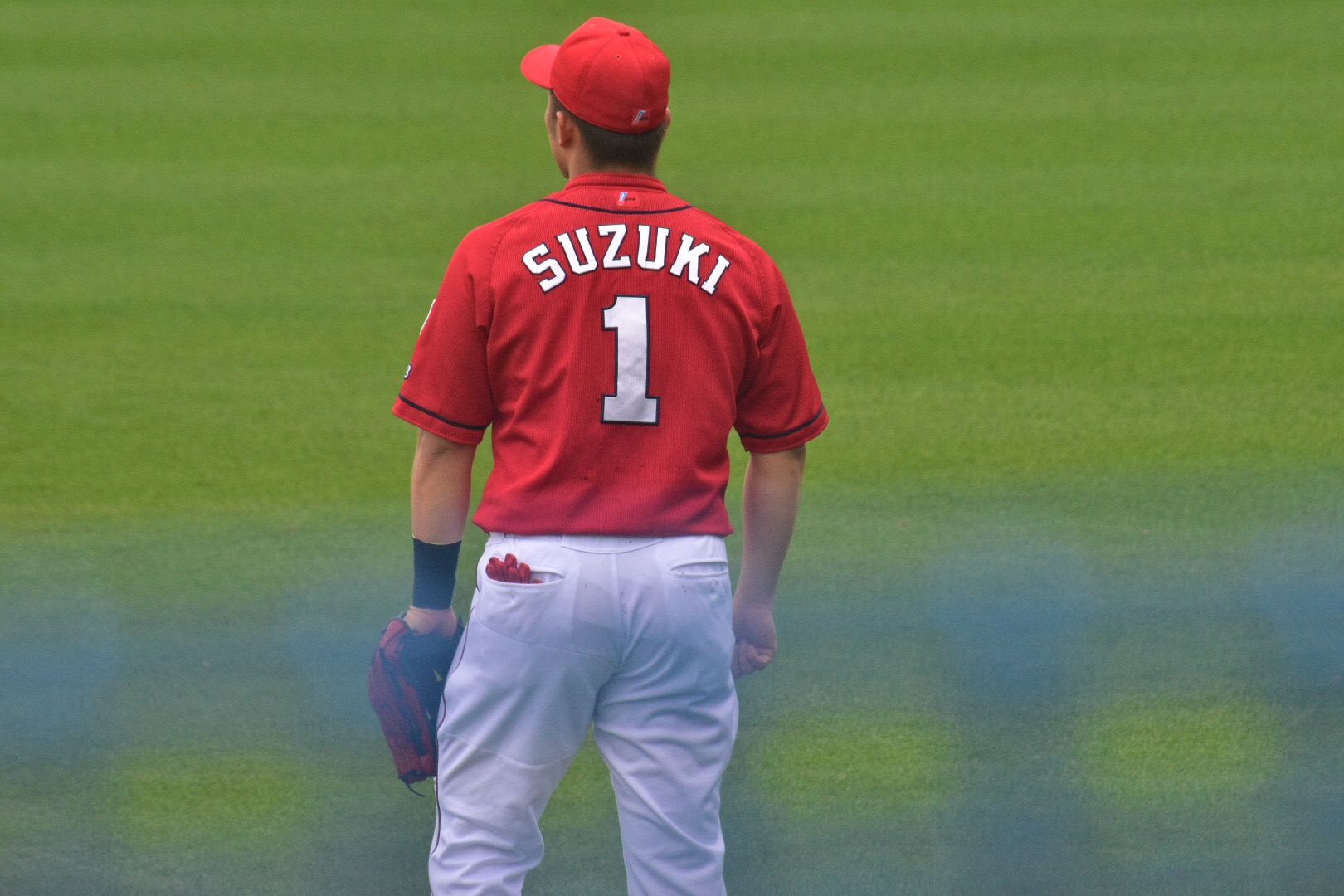
背番号1を着用する鈴木

オフにはポスティングシステムを利用したMLBへの挑戦を表明し、ワッサーマン・メディア・グループと代理人契約を結んだ。ポスティングシステムの規定による交渉期間は11月22日にスタートしたが、12月1日にMLBの労使協定が失効し、ロックアウトに突入したため、翌年の2022年3月11日まで中断された。交渉再開後の3月14日にサンディエゴ・パドレスと合意したとの報道があったが本人のインスタグラムで否定した。

### カブス時代
2022年3月18日にシカゴ・カブスと日本人野手としては史上最高額となる5年総額8500万ドルの契約を結んだ。オプションとして全球団に対するトレード拒否権が含まれる。背番号は憧れの選手であるマイク・トラウトに肖った27。
スプリングトレーニングでは不振だったが開幕ロースター入りし、開幕戦に先発出場しメジャーデビューを果たす。4月10日のミルウォーキー・ブルワーズ戦の初回にフレディ・ペラルタからMLB初本塁打を記録すると、4月12日のピッツバーグ・パイレーツ戦では1試合2本塁打を記録するなど、6試合で打率.412、3本塁打、5打点の成績を残し、4月18日に自身初となるプレイヤー・オブ・ザ・ウィークを受賞した。5月26日のシンシナティ・レッズ戦で、二塁へ盗塁した際に左手薬指をベースに強打して痛め、負傷者リスト入りした。約1か月にわたるリハビリと3Aでの3試合の調整を経て、7月4日のブルワーズ戦で39日ぶりに復帰。復帰初戦で自身初となる走本塁打を記録した。8月11日には映画『フィールド・オブ・ドリームス』の撮影地ダイアーズビルで行われたシンシナティ・レッズ戦に出場し、同地でプレーした初の日本人となった。最終的にメジャー1年目は打率.262、14本塁打で終えた。米専門誌『ベースボール・アメリカ』が新人ベストナインに当たる「オール・ルーキーチーム」を発表し、鈴木がDHとして入った。オフの12月8日に自身のインスタグラムで第5回WBCの日本代表に参加する意思を表明した。
2023年はシーズン開幕前の1月6日に第5回WBCの日本代表に選出され、2大会連続2度目の選出を果たした。しかし、スプリングトレーニングで負傷し、2月28日に辞退した。
9月22日のロッキーズ戦の4回裏第2打席において、MLBで自身初のシーズン20本塁打を達成。日本人選手のMLBにおけるシーズン20本塁打は松井秀喜、大谷翔平に次ぐ達成であり、日本人右打者としては初の快挙となった。最終的には、打率.285、20本塁打、74打点等とほぼ全ての指標で前年を上まわり飛躍の年となった。米大リーグ機構（MLB）は各ポジションの優秀打者に贈られるシルバースラッガー賞の最終候補を発表し、ナショナルリーグの外野手部門に鈴木も選ばれた。
2024年はオープン戦を規定打席不足ながら15試合で打率.459、6本塁打は両リーグ3位タイで、二塁打5本と合わせた長打11本は両リーグトップ。OPSは1.593と驚異的な数字を残して開幕ロースター入り。3月28日、開幕戦となった敵地アーリントンでのレンジャーズ戦に「2番・右翼手」で先発出場。6回の第3打席で二塁打を記録した。4月15日、ここまで15試合に出場し、18安打、3本塁打、13打点、打率.305と好調をキープしていたが、右腹斜筋を負傷して10日間の負傷者リスト（IL）入り。5月8日、傘下3Aのアイオワ・カブスで本拠のコロンバス・クリッパーズ戦に「2番・右翼手」で先発出場。2安打を記録した。5月9日にも連続出場し、5月10日に出場選手登録。同日のパイレーツ戦はスタメンから外れ、ベンチスタートとなった。6月1日、2回二死満塁でレッズ先発・ハンター・グリーンから自身初となるMLBでの満塁弾を放つ。6月28日、ブルワーズ戦に「4番・DH」で先発出場し、4回に10号ソロを放ち、メジャー1年目から3年連続2桁本塁打を記録した。7月27日、初回に先制の2ランを放つ。これでメジャー通算49本塁打とし、並んでいた城島健司を抜いて日本選手歴代単独4位に浮上した。日本選手の通算本塁打トップ3は大谷翔平、松井秀喜、イチローといずれも左打者で、右打者では最多となった。8月16日、本拠地でのブルージェイズ戦に「3番・DH」で先発出場し、5-5で突入した延長10回に自身初となるメジャーでのサヨナラヒットを放つ。シーズン通算で132試合に出場し、打率.283（リーグ9位）、21本塁打、73打点を記録した。OPSはナ・リーグの外野手部門で1位となる.848を記録した。2年連続でナ・リーグの外野手部門でのシルバースラッガー賞最終候補5選手に選ばれた。MLB公式サイトは2024年の無冠ベストナインに鈴木誠也を右翼手部門で選出した。
2025年はオールスター戦前に25本塁打と77打点を記録。これはシカゴ・カブスとしては2001年のサミー・ソーサ以来のチーム記録となった。

## 選手としての特徴
広島時代にベストナインを6年連続で受賞し、オールスターに5回連続で出場している。WBSCプレミア12や東京オリンピックでは日本代表の4番を務め、「侍ジャパン不動の4番」「NPB現役最強打者」の呼び声も高かった。
MLB球団からの評価も高く、「外野手市場ではトップクラスの一人で、打順は上位、つまり1、2、3番として見られている。特に選球眼の良さに感心しており、三振よりも四球が多い選手はメジャーでもそれほど多くない。彼は真の5ツールプレーヤー」と讃えられていた。

### 若手時代
高校時代に50メートル走で最速5秒8を記録したほどの俊足や、投手として最速148km/hの強肩が武器。遠投115メートル。打撃では、右手でバットを押し込む力が強いため、右打席から逆方向に長打を打つことができる。
広島への入団当初は、球団の育成方針の下で、内野手として経験を積んでいた。2015年から、「それまで本格的に教わったことがなかった」という外野の守備に取り組み始めた。また、2016年の序盤に打撃フォームを根底から見直したところ、「トスバッティングの延長」でトップの位置を深く決めることだけを重視。打撃開眼につなげた。

### 打撃
王貞治、落合博満に次ぐNPB史上3人目となる6年連続3割25本を記録するなど、安定して高い打撃力を誇る。MLBへの挑戦でこの記録は途絶えたが、この他にも広島時代には首位打者を2度、最高OPSを3度などの実績を残している。セイバーメトリクスの指標も高く、2021年には打撃指標wRAAや総合指標WARで12球団トップを記録した。
選球眼にも定評があり、ボール球のスイングや空振りが少ない。ボール球のスイング率O-Swing%は20%ほどで、2021年にはセ・リーグでトップであった。コンタクト率が高いため三振は少なく、見逃し三振が多かった2018年以外では、シーズン三振数が100を超えたことはない。
打撃フォームは左足を上げるスタイルが基本であるが、状況によっては打席中でもノーステップ打法に切り替えることもある。

### 守備
ゴールデングラブ賞を5回受賞するなど守備能力も高く、2021年度の受賞ではセ・リーグ最多得票であった。特に強肩を武器としており、最多補殺を3度記録している。

## 人物
漫画『巨人の星』で「（鈴木の出身地である）荒川区町屋の長屋に（主人公の）星一徹・飛雄馬父子が暮らしている」との設定が為されたことから、「町屋」を取り上げた『出没アド街ック天国』（テレビ東京）2006年3月18日放送分では、当時小学5年生だった鈴木と実父を「平成の星親子」として紹介。実父が自宅内に造った練習場で、鈴木がトスバッティングに取り組んでいる映像も流された。鈴木が広島へ入団した後も、同番組で町屋を特集する場合（2014年10月18日放送分：「京成　町屋」、2016年11月12日放送分：「ディープな下町」）には、前述した小学生時代の映像を改めて放送。さらに、広島でのプレー映像や番組独自のインタビュー映像などを交えながら鈴木の近況を紹介している。
父方の祖父・羽鳥義一はプロボウラーであり、1966年に全日本ボウリング協会で初のパーフェクトゲームを達成した。
小学生時代から前述したような野球漬けの環境で育ったことを背景に、広島の首脳陣からは、練習量の多さや練習への意識の高さを高く評価されている。鈴木自身も、「集中力が増す」という理由から、深夜に若手合宿所・大野寮の室内練習場で照明を付けずに素振りへ勤しむことがあったという。
2017年シーズンには、「せいや」繋がりで、『聖闘士星矢』とのコラボレーショングッズが広島球団から発売された。
2019年8月17日、元新体操選手でスポーツキャスターの畠山愛理と結婚。2人は同じ1994年に2日違いで生まれており、互いの誕生日の間である8月17日に婚姻届を提出した。同年12月3日、ハワイで挙式を執り行った。2022年9月27日、第1子男児の誕生を報告。
二松学舎大付属高校時代は、竹安大知（オリックスを経て、引退後は熊本ゴールデンラークスコーチ）が同級生にいた。しかし竹安は1年夏に中退し、地元の伊東商業に編入した。
2016年にオリックスとの交流戦で2試合連続サヨナラ本塁打を打った直後には、監督の緒方孝市が「神がかっていますね。今時の言葉で言うなら『神（かみ）ってる』よな」とのコメントを残した。このコメントが報じられたことをきっかけに、インターネット上で既に広まっていたとされる「神ってる」という言葉が、「好調な鈴木やチームを象徴する表現」とのニュアンスでメディアやファンに多用。広島球団も、鈴木が絶叫する表情を前面、「神ってる」という文字を背面にプリントで入れたTシャツを、2試合連続サヨナラ本塁打記念公式グッズとして発売した。同年のシーズン終了後には、2016年新語・流行語大賞の年間大賞に選ばれた（受賞者は緖方と鈴木）。野球関連の言葉から唯一「ノミネート語」（全30語）に選ばれたことによるもので、野球関連の言葉としては、前年（2015年）の「トリプルスリー」に続く受賞であった。なお、東京都内で発表・授賞式が開かれた12月1日には、緖方を初めとする広島の一軍関係者がセ・リーグ優勝記念旅行先のハワイに向けて出発。鈴木は、旅行への出発を1日遅らせたうえで、スカパー! ドラマティック・サヨナラ賞の表彰式と新語・流行語大賞の発表・授賞式に単独で出席した。新語・流行語大賞の発表後には、「僕自身が言ったわけではないが、（大賞の受賞を）嬉しく思う。この言葉で僕のことを知ってくれた人も多いので、ありがたい」と感謝しながらも、「『神ってる』と言われるのは『まぐれ』と言われているようで、少し嫌だった。来季（2017年）には、『神ってる』ではなく『実力だ』と思われるように頑張りたい」という表現で決意を新たにしていた。もう1人の受賞者である緖方は、鈴木が2017年6月14日のオリックス戦で2年連続のサヨナラ本塁打を打った直後に、延長12回までマツダスタジアムで声援を送ったファンに向けて「今年は（レギュラーに定着した鈴木というより）ファンが神っていた」というメッセージを出している。
東京オリンピック 野球日本代表（侍ジャパン）として金メダルを獲得した功績をたたえ、2022年1月19日、東京都荒川区の町屋一本松整骨院前に記念のゴールドポスト（第51号）が設置された（ゴールドポストプロジェクト）。

## 詳細情報

### 年度別打撃成績
| 年 度    | 球 団    | 試 合 | 打 席 | 打 数 | 得 点 | 安 打 | 二 塁 打 | 三 塁 打 | 本 塁 打 | 塁 打 | 打 点 | 盗 塁 | 盗 塁 死 | 犠 打 | 犠 飛 | 四 球 | 敬 遠 | 死 球 | 三 振 | 併 殺 打 | 打 率 | 出 塁 率 | 長 打 率 | O P S |
| -------- | -------- | ----- | ----- | ----- | ----- | ----- | -------- | -------- | -------- | ----- | ----- | ----- | -------- | ----- | ----- | ----- | ----- | ----- | ----- | -------- | ----- | -------- | -------- | ----- |
| 2013     | 広島     | 11    | 14    | 12    | 0     | 1     | 0        | 0        | 0        | 1     | 1     | 0     | 0        | 0     | 0     | 1     | 0     | 1     | 1     | 1        | .083  | .214     | .083     | .298  |
| 2014     | 広島     | 36    | 68    | 64    | 6     | 22    | 7        | 0        | 1        | 32    | 7     | 0     | 0        | 0     | 0     | 4     | 0     | 0     | 13    | 2        | .344  | .382     | .500     | .882  |
| 2015     | 広島     | 97    | 238   | 211   | 21    | 58    | 6        | 3        | 5        | 85    | 25    | 6     | 7        | 7     | 2     | 16    | 0     | 2     | 38    | 3        | .275  | .329     | .403     | .742  |
| 2016     | 広島     | 129   | 528   | 466   | 76    | 156   | 26       | 8        | 29       | 285   | 95    | 16    | 11       | 3     | 3     | 53    | 1     | 3     | 79    | 10       | .335  | .404     | .612     | 1.015 |
| 2017     | 広島     | 115   | 512   | 437   | 85    | 131   | 28       | 1        | 26       | 239   | 90    | 16    | 6        | 0     | 7     | 62    | 0     | 6     | 80    | 12       | .300  | .389     | .547     | .936  |
| 2018     | 広島     | 124   | 520   | 422   | 86    | 135   | 32       | 2        | 30       | 261   | 94    | 4     | 4        | 0     | 5     | 88    | 2     | 5     | 116   | 4        | .320  | .438     | .618     | 1.057 |
| 2019     | 広島     | 140   | 612   | 499   | 112   | 167   | 31       | 0        | 28       | 282   | 87    | 25    | 16       | 0     | 3     | 103   | 12    | 7     | 81    | 3        | .335  | .453     | .565     | 1.018 |
| 2020     | 広島     | 118   | 514   | 430   | 85    | 129   | 26       | 2        | 25       | 234   | 75    | 6     | 4        | 0     | 3     | 72    | 9     | 9     | 73    | 15       | .300  | .409     | .544     | .953  |
| 2021     | 広島     | 132   | 533   | 435   | 77    | 138   | 26       | 0        | 38       | 278   | 88    | 9     | 4        | 0     | 5     | 87    | 11    | 6     | 88    | 7        | .317  | .433     | .639     | 1.072 |
| 2022     | CHC      | 111   | 446   | 397   | 54    | 104   | 22       | 2        | 14       | 172   | 46    | 9     | 5        | 0     | 3     | 42    | 3     | 4     | 110   | 8        | .262  | .336     | .433     | .770  |
| 2023     | CHC      | 138   | 583   | 515   | 75    | 147   | 31       | 6        | 20       | 250   | 74    | 6     | 7        | 0     | 7     | 59    | 3     | 2     | 130   | 8        | .285  | .357     | .485     | .842  |
| 2024     | CHC      | 132   | 585   | 512   | 74    | 145   | 27       | 6        | 21       | 247   | 73    | 16    | 6        | 0     | 4     | 63    | 3     | 6     | 160   | 6        | .283  | .366     | .482     | .848  |
| NPB：9年 | NPB：9年 | 902   | 3539  | 2976  | 548   | 937   | 182      | 16       | 182      | 1697  | 562   | 82    | 52       | 10    | 28    | 486   | 35    | 39    | 569   | 57       | .315  | .414     | .570     | .985  |
| MLB：3年 | MLB：3年 | 381   | 1614  | 1424  | 203   | 396   | 80       | 14       | 55       | 669   | 193   | 31    | 18       | 0     | 14    | 164   | 9     | 12    | 400   | 22       | .278  | .354     | .470     | .824  |

- 2024年度シーズン終了時
- 各年度の太字はリーグ最高

### 年度別打撃成績所属リーグ内順位
| 年 度 | 年 齢 | リ ｜ グ   | 打 率 | 安 打 | 二 塁 打 | 三 塁 打 | 本 塁 打 | 打 点 | 盗 塁 | 出 塁 率 |
| ----- | ----- | ---------- | ----- | ----- | -------- | -------- | -------- | ----- | ----- | -------- |
| 2013  | 19    | セ・リーグ | -     | -     | -        | -        | -        | -     | -     | -        |
| 2014  | 20    | セ・リーグ | -     | -     | -        | -        | -        | -     | -     | -        |
| 2015  | 21    | セ・リーグ | -     | -     | -        | -        | -        | -     | -     | -        |
| 2016  | 22    | セ・リーグ | 2位   | 8位   | 8位      | 3位      | 5位      | 6位   | 7位   | 4位      |
| 2017  | 23    | セ・リーグ | 10位  | -     | 10位     | -        | 6位      | 4位   | 7位   | 5位      |
| 2018  | 24    | セ・リーグ | 6位   | -     | 5位      | -        | 7位      | 6位   | -     | 2位      |
| 2019  | 25    | セ・リーグ | 1位   | 4位   | 5位      | -        | 9位      | 9位   | 4位   | 1位      |
| 2020  | 26    | セ・リーグ | 10位  | 7位   | 8位      | 9位      | 5位      | 7位   | -     | 3位      |
| 2021  | 27    | セ・リーグ | 1位   | 9位   | 10位     | -        | 3位      | 4位   | 9位   | 1位      |
| 2022  | 28    | ナ・リーグ | -     | -     | -        | -        | -        | -     | -     | -        |
| 2023  | 29    | ナ・リーグ | 9位   | -     | -        | 8位      | -        | -     | -     | -        |
| 2024  | 30    | ナ・リーグ | 9位   | -     | -        | 6位      | -        | -     | -     | 8位      |

- 太字年度は規定打席到達年度
- -は10位未満（打率は規定打席未到達の場合も-と表記）

### WBC（ワールド・ベースボール・クラシック）での打撃成績
| 年 度 | 代 表 | 試 合 | 打 席 | 打 数 | 得 点 | 安 打 | 二 塁 打 | 三 塁 打 | 本 塁 打 | 塁 打 | 打 点 | 盗 塁 | 盗 塁 死 | 犠 打 | 犠 飛 | 四 球 | 敬 遠 | 死 球 | 三 振 | 併 殺 打 | 打 率 | 出 塁 率 | 長 打 率 |
| ----- | ----- | ----- | ----- | ----- | ----- | ----- | -------- | -------- | -------- | ----- | ----- | ----- | -------- | ----- | ----- | ----- | ----- | ----- | ----- | -------- | ----- | -------- | -------- |
| 2017  | 日本  | 5     | 18    | 14    | 2     | 3     | 0        | 0        | 0        | 3     | 0     | 1     | 0        | 2     | 0     | 2     | 0     | 0     | 1     | 0        | .214  | .313     | .214     |

### WBSCプレミア12での打撃成績
| 年 度 | 代 表 | 試 合 | 打 席 | 打 数 | 得 点 | 安 打 | 二 塁 打 | 三 塁 打 | 本 塁 打 | 塁 打 | 打 点 | 盗 塁 | 盗 塁 死 | 犠 打 | 犠 飛 | 四 球 | 敬 遠 | 死 球 | 三 振 | 併 殺 打 | 打 率 | 出 塁 率 | 長 打 率 |
| ----- | ----- | ----- | ----- | ----- | ----- | ----- | -------- | -------- | -------- | ----- | ----- | ----- | -------- | ----- | ----- | ----- | ----- | ----- | ----- | -------- | ----- | -------- | -------- |
| 2019  | 日本  | 8     | 34    | 27    | 9     | 12    | 3        | 2        | 3        | 28    | 13    | 2     | 1        | 0     | 1     | 5     | 0     | 1     | 3     | 1        | .444  | .529     | 1.037    |

- 太字は大会最高

### オリンピックでの打撃成績
| 年 度 | 代 表 | 試 合 | 打 席 | 打 数 | 得 点 | 安 打 | 二 塁 打 | 三 塁 打 | 本 塁 打 | 塁 打 | 打 点 | 盗 塁 | 盗 塁 死 | 犠 打 | 犠 飛 | 四 球 | 敬 遠 | 死 球 | 三 振 | 併 殺 打 | 打 率 | 出 塁 率 | 長 打 率 | O P S |
| ----- | ----- | ----- | ----- | ----- | ----- | ----- | -------- | -------- | -------- | ----- | ----- | ----- | -------- | ----- | ----- | ----- | ----- | ----- | ----- | -------- | ----- | -------- | -------- | ----- |
| 2021  | 日本  | 5     | 22    | 18    | 2     | 3     | 0        | 0        | 1        | 6     | 1     | 1     | 1        | 0     | 0     | 4     | 0     | 0     | 4     | 0        | .167  | .318     | .333     | .652  |

### 年度別守備成績
| 年 度 | 球 団 | 三塁  | 三塁  | 三塁  | 三塁  | 三塁  | 三塁     | 外野  | 外野  | 外野  | 外野  | 外野  | 外野     | 右翼（RF） | 右翼（RF） | 右翼（RF） | 右翼（RF） | 右翼（RF） | 右翼（RF） | 左翼（LF） | 左翼（LF） | 左翼（LF） | 左翼（LF） | 左翼（LF） | 左翼（LF） |
| 年 度 | 球 団 | 試 合 | 刺 殺 | 補 殺 | 失 策 | 併 殺 | 守 備 率 | 試 合 | 刺 殺 | 補 殺 | 失 策 | 併 殺 | 守 備 率 | 試 合      | 刺 殺      | 補 殺      | 失 策      | 併 殺      | 守 備 率   | 試 合      | 刺 殺      | 補 殺      | 失 策      | 併 殺      | 守 備 率   |
| ----- | ----- | ----- | ----- | ----- | ----- | ----- | -------- | ----- | ----- | ----- | ----- | ----- | -------- | ---------- | ---------- | ---------- | ---------- | ---------- | ---------- | ---------- | ---------- | ---------- | ---------- | ---------- | ---------- |
| 2013  | 広島  | -     | -     | -     | -     | -     | -        | 4     | 4     | 0     | 0     | 0     | 1.000    | -          | -          | -          | -          | -          | -          | -          | -          | -          | -          | -          | -          |
| 2014  | 広島  | 3     | 0     | 2     | 1     | 0     | .667     | 21    | 11    | 1     | 0     | 0     | 1.000    | -          | -          | -          | -          | -          | -          | -          | -          | -          | -          | -          | -          |
| 2015  | 広島  | -     | -     | -     | -     | -     | -        | 77    | 91    | 2     | 1     | 0     | .989     | -          | -          | -          | -          | -          | -          | -          | -          | -          | -          | -          | -          |
| 2016  | 広島  | -     | -     | -     | -     | -     | -        | 127   | 211   | 3     | 2     | 1     | .991     | -          | -          | -          | -          | -          | -          | -          | -          | -          | -          | -          | -          |
| 2017  | 広島  | -     | -     | -     | -     | -     | -        | 115   | 209   | 10    | 6     | 2     | .973     | -          | -          | -          | -          | -          | -          | -          | -          | -          | -          | -          | -          |
| 2018  | 広島  | -     | -     | -     | -     | -     | -        | 116   | 180   | 8     | 4     | 3     | .979     | -          | -          | -          | -          | -          | -          | -          | -          | -          | -          | -          | -          |
| 2019  | 広島  | -     | -     | -     | -     | -     | -        | 139   | 242   | 6     | 3     | 1     | .988     | -          | -          | -          | -          | -          | -          | -          | -          | -          | -          | -          | -          |
| 2020  | 広島  | -     | -     | -     | -     | -     | -        | 118   | 210   | 8     | 2     | 0     | .991     | -          | -          | -          | -          | -          | -          | -          | -          | -          | -          | -          | -          |
| 2021  | 広島  | -     | -     | -     | -     | -     | -        | 125   | 254   | 13    | 3     | 4     | .989     | -          | -          | -          | -          | -          | -          | -          | -          | -          | -          | -          | -          |
| 2022  | CHC   | -     | -     | -     | -     | -     | -        | -     | -     | -     | -     | -     | -        | 106        | 201        | 3          | 4          | 2          | .981       | -          | -          | -          | -          | -          | -          |
| 2023  | CHC   | -     | -     | -     | -     | -     | -        | -     | -     | -     | -     | -     | -        | 132        | 221        | 2          | 3          | 1          | .987       | -          | -          | -          | -          | -          | -          |
| 2024  | CHC   | -     | -     | -     | -     | -     | -        | -     | -     | -     | -     | -     | -        | 72         | 150        | 5          | 3          | 3          | .981       | 1          | 0          | 0          | 0          | 0          | .---       |
| NPB   | NPB   | 3     | 0     | 2     | 1     | 0     | .667     | 842   | 1412  | 51    | 21    | 11    | .986     | -          | -          | -          | -          | -          | -          |            |            |            |            |            |            |
| MLB   | MLB   | -     | -     | -     | -     | -     | -        | -     | -     | -     | -     | -     | -        | 310        | 572        | 10         | 10         | 6          | .983       | 1          | 0          | 0          | 0          | 0          | .---       |

- 2024年度シーズン終了時
- 各年度の太字はリーグ最高
- 太字年はゴールデングラブ賞受賞

### タイトル
- 首位打者：2回（2019年※、2021年）※2019年は森友哉と共に平成生まれ初の獲得
- 最高出塁率：2回（2019年、2021年）

### 表彰
NPB
- ベストナイン：6回（外野手部門：2016年 - 2021年）
- ゴールデングラブ賞：5回（外野手部門：2016年、2017年、2019年 - 2021年）
- セ・パ交流戦 日本生命賞：1回（2016年）
- スカパー! ドラマティック・サヨナラ賞年間大賞：1回（2016年[165]）
- 月間サヨナラ賞：2回（2016年6月[166]、2018年8月[167]）
- オールスターゲーム敢闘選手賞：2回（2016年第2戦、2018年第1戦）
- ホームランダービー優勝：1回（2019年）
- ホームランダービー日産ノート e-POWER賞：1回（2019年）
- 日本シリーズ敢闘賞：1回（2018年）
- 月間MVP：2回（打者部門：2021年7・8月[168][79]、2021年9月[169]）

MLB
- ルーキー・オブ・ザ・マンス：1回（2022年4月）
- プレイヤー・オブ・ザ・ウィーク：2回（2022年4月11日 - 4月17日[170]、2025年5月19日 - 25日[171]）
- MLB Pipeline's All-Rookie Teams SECOND TEAM：1回（2022年）[172]）

国際試合
- WBSC U-21ワールドカップ・ベストナイン：1回（外野手：2014年）
- WBSC U-21ワールドカップ・首位打者：1回（2014年）
- WBSCプレミア12MVP：1回（2019年）
- WBSCプレミア12ベストナイン：1回（2019年）

その他
- ユーキャン新語・流行語大賞年間大賞：1回（2016年、「神ってる」、緒方孝市と共同で受賞）
- 広島県県民栄誉賞（2021年、東京2020オリンピック野球日本代表、広島ゆかりの選手5名として）[173]

### 記録

#### NPB
初記録
- 初出場：2013年9月14日、対読売ジャイアンツ18回戦（MAZDA Zoom-Zoom スタジアム広島）、7回裏に横山竜士の代打で出場
- 初打席：同上、7回裏に澤村拓一から二塁ゴロ
- 初安打・初打点：2013年9月16日、対読売ジャイアンツ20回戦（MAZDA Zoom-Zoom スタジアム広島）、4回裏に今村信貴から左前適時打[12]
- 初先発出場：2013年9月25日、対中日ドラゴンズ22回戦（ナゴヤドーム）、「1番・右翼手」で先発出場[174]
- 初本塁打：2014年9月25日、対東京ヤクルトスワローズ21回戦（明治神宮野球場）、1回表に石川雅規から右越先頭打者本塁打
- 初盗塁：2015年3月31日、対横浜DeNAベイスターズ1回戦（横浜スタジアム）、8回表に二盗（投手：ヨスラン・エレラ、捕手：黒羽根利規）

節目の記録
- 100本塁打：2019年5月5日、対読売ジャイアンツ（MAZDA Zoom-Zoom スタジアム広島）、山口俊から右中間越2ラン ※史上290人目[175]。
- 150本塁打：2021年4月24日、対読売ジャイアンツ5回戦（東京ドーム）、5回表に戸郷翔征から左越2ラン ※史上177人目

その他の記録
- 初本塁打が初回先頭打者本塁打 ※史上28人目、初球を打ったのは史上6人目、セ・リーグの日本人では史上初[176][177]
- 2試合連続サヨナラ本塁打：2016年6月17日・18日、対オリックス・バファローズ1回戦・2回戦（MAZDA Zoom-Zoom スタジアム広島）[注 4]
- 6年連続打率3割・25本塁打（2016年 - 2021年） ※史上3人目[178]
- 6試合連続本塁打：2021年9月3日 - 9日 ※史上16人目、球団史上3人目[179]
  - 5試合連続第1打席で本塁打：2021年9月4日 - 9日 ※史上初[179]
- オールスターゲーム出場：5回（2016年、2017年、2018年、2019年、2021年）

#### MLB
初記録
- 初出場・初先発出場：2022年4月7日、対ミルウォーキー・ブルワーズ1回戦（リグレー・フィールド）、「6番・右翼手」で先発出場[180]
- 初打席：同上、2回裏にコービン・バーンズから四球[180]
- 初安打：同上、5回裏にコービン・バーンズから左前安打[180]
- 初打点：2022年4月9日、対ミルウォーキー・ブルワーズ2回戦（リグレー・フィールド）、1回裏にブランドン・ウッドラフから右犠飛[181]
- 初本塁打：2022年4月10日、対ミルウォーキー・ブルワーズ3回戦（リグレー・フィールド）、1回裏にフレディ・ペラルタから左中間越3ラン[182]
- 初盗塁：2022年4月23日、対ピッツバーグ・パイレーツ5回戦（リグレー・フィールド）、2回裏に二盗（投手：ザカリー・トンプソン、捕手：アンドルー・ナップ）[183]

その他の記録
- デビュー4試合 8打点&4四球：2022年 ※史上初（1920年以降）[184]
- ランニング本塁打：2022年7月4日 ※日本人3人目[185]
- 3打席連続本塁打：2023年5月17日 - 5月18日 ※日本人初[186]
- シーズン20本塁打：2023年 ※日本人3人目[187]、日本人右打者初[188]

#### NPB/MLB通算
節目の記録
- 1000安打：2022年8月9日、対ワシントン・ナショナルズ3回戦（リグレー・フィールド）、9回裏にカール・エドワーズ・ジュニアから右前安打（NPB：937、MLB：63）[189]
- 200本塁打：2023年5月18日、対ヒューストン・アストロズ戦（ミニッツメイド・パーク）、1回表にJ.P.フランスから左翼越えの本塁打（NPB：182、MLB：18）[190]

### 背番号
- 51（2013年[7] - 2018年、2017年WBC、2019年WBSCプレミア12、2020年東京オリンピック）
- 1（2019年[54] - 2021年）
- 27（2022年[92] - ）

### 代表歴
- 2014 21U 野球ワールドカップ 日本代表
- 2017 ワールド・ベースボール・クラシック日本代表
- 2019 WBSCプレミア12 日本代表
- 2020年オリンピック野球日本代表

## 出演

### CM
- パナソニック コアトレチェア（2017年）
- 創建ホーム（2017年 - 2021年）
- アンフィニ広島（2019年 - 2021年）